# Panolis grisea
Panolis grisea là một loài bướm đêm trong họ Noctuidae.